# 井原裕士
井原 裕士（いはら ゆうじ、本名･井原裕子、1967年9月24日 - ）は、日本の漫画家。女性。 静岡県伊東市出身。静岡大学卒業。

## 略歴
『月刊コミックNORA』（学習研究社）1992年12月号に掲載の短編「勅命!王子様を守れ!!」でデビュー。 その後、同誌1993年7月号より「雪乃すくらんぶる」で初連載し、続けて「魔界の門」を連載するが雑誌休刊のため未完となった。
2000年から『月刊コミック電撃大王』にて「DOLL MASTER」（2000年6月号 - 2003年12月号）、「超常機動サイレーン」（2004年8月号 - 2007年9月号）を連載。なお『DOLL MASTER』完結後も、ワンダーフェスティバル開催に合わせてレポート風の番外編「DOLL MASTERぱられる」が掲載されている
同人活動も行っており、コミックマーケットにはサークル参加者として、ワンダーフェスティバルにはディーラーとしても参加している。

## 作品リスト
- 雪乃すくらんぶる
- 魔界の門（未完）
- 綾音ちゃんハイキック!（未完）
- おじゃる丸 約束の夏（映画版のコミカライズ）
- DOLL MASTER
- 超常機動サイレーン
- 武装神姫ZERO
- となりの貞子ちゃん2D